# Kościół św. Marcina w Żoniu
Kościół Świętego Marcina w Żoniu – rzymskokatolicki kościół parafialny znajdujący się we wsi Żoń, w województwie wielkopolskim.

## Historia
Pierwsze wzmianki o kościele w Żoniu pochodzą z 1243 roku. Obecny kościół pochodzi z 1749 roku. W 1895 kościół był gruntownie remontowany. Wówczas to rozebrano wieżę, postawiono murowaną fasadę oraz wypełniono drewniany szkielet cegłą. W 1927 roku aneks północny został przekształcony w lożę kolatorską i świątynia została odmalowana. Poddany remontowi w latach 1959 – 1962. W trakcie prac wymieniono większość elementów konstrukcji szkieletowej oraz wypełnienie z cegły. W tym czasie wykonano też nowy chór muzyczny w części zachodniej nawy. W 1985 roku prezbiterium zostało przebudowane zgodnie z wymogami Soboru Watykańskiego II. Artysta Hieronim Owczarza z Gniezna wykonał ołtarz soborowy dopasowany do stylu świątyni.

## Opis
Kościół orientowany wybudowany w konstrukcji zdwojonej (konstrukcja zrębowa otoczona szkieletem drewnianym, w okresie późniejszym wypełnionym cegłą). Postawiony na planie prostokąta z węższym, trójbocznie zamkniętym prezbiterium. Dwie boczne kaplice umieszczone na kształt transeptu. Nawa i prezbiterium kryte odrębnymi dwuspadowymi dachami. Wyposażenie wnętrza w stylu barokowym pochodzi z XVII – XVIII stulecia.